# 穆哈里夫
50°32′35″N 27°8′50″E / 50.54306°N 27.14722°E
穆哈里夫（烏克蘭語：Мухарів），是烏克蘭西部的村莊，隸屬赫梅利尼茨基州的舍佩蒂夫卡區。該村面積2.16平方公里，海拔高度212米，2001年人口644，人口密度每平方公里298.2人。